# Fantasiepass

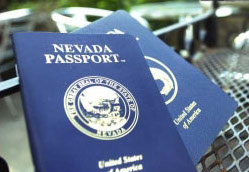
Als Souvenir hergestellter Fantasiepass des US-Bundesstaates Nevada

Als Fantasiepass bezeichnet man ein einen Ausweis vortäuschendes Papier, das den Anschein erweckt, ein Reisepass zu sein. Personenbezogen ausgestellt, scheint er zur Identifizierung und Legitimation gegenüber staatlichen Behörden geeignet zu sein. Da er jedoch nicht von einem anerkannten Staat, sondern einer Einzelperson, privaten Organisation oder einer Interessengruppe ausgestellt wurde, gilt er im Rechtsverkehr oder beim Grenzübertritt in der Regel weder als Pass noch als ein sonstiges Ausweispapier.
Fantasiepässe werden aus ganz unterschiedlichen Gründen ausgestellt. Meist stehen jedoch politische oder kommerzielle Interessen im Mittelpunkt.

## Rechtliche Bewertung
Es handelt sich beim Fantasiepass nicht um einen Pass im engeren Sinne. Dem Aussteller fehlt die völkerrechtliche Anerkennung, häufig sind noch nicht einmal die grundlegenden völkerrechtlichen Merkmale eines Staats erkennbar. Grenzüberschreitendes Reisen ist allein mit diesen Papieren nicht möglich, da zur Ein- und Ausreise in anerkannte Staaten in der Regel ein gültiges Ausweisdokument vorgezeigt werden muss. Wer von den Behörden innerhalb eines Landes lediglich mit einem Fantasiepass angetroffen wird, kann für das Fehlen gültiger Ausweisdokumente bestraft werden, je nachdem, ob die Gesetzeslage des Landes eine Ausweispflicht oder Mitführpflicht vorschreibt. Die Herstellung, der Besitz und das Bei-sich-Führen eines Fantasiepasses ist erlaubt.
Ein Fantasiepass ist urkundenrechtlich gesehen echt und nicht etwa eine Fälschung. Bei einer Fälschung würde der Aussteller behaupten, er sei jemand anderes. Das wäre der Fall, wenn jemand Pässe eines völkerrechtlich anerkannten Staates fälschen würde. Der Aussteller eines Fantasiepasses hingegen behauptet nicht, einer der anerkannten Staaten zu sein.
Häufig werden lediglich in Verbindung mit dem Fantasiedokument andere Straftaten begangen. Strafbar ist es insbesondere, sich mit Hilfe dieses Dokumentes einen Titel zuzulegen (in Deutschland gem. § 132a StGB).
Mit dem Besitz oder Vorzeigen eines Fantasiepasses kann eine politische Aussage verbunden sein, die dem Träger je nach Situation möglicherweise Schwierigkeiten mit Behörden einbringt. So dürfte ein Staat, in dessen Grenzen eine separatistische Bewegung existiert, es als Provokation ansehen, wenn beim Grenzübertritt jemand einen Fantasiepass der separatistischen Bewegung vorzeigt.

## Bekannte Fantasiepässe

### „Welt-Pass“ oder „World Pass“
Dieser Pass wird von der World Service Authority (WSA) herausgegeben. Diese zählt zu einer ganzen Reihe von ähnlichen Organisationen, die für das Ziel eintreten, alle Einzelstaaten abzuschaffen und einen großen gemeinsamen Weltstaat zu gründen.
Die WSA geht auf Garry Davis zurück, einen ehemaligen US-Bomberpiloten des Zweiten Weltkrieges, der am 25. Mai 1948 in Paris öffentlich auf seine US-Staatsbürgerschaft verzichtete und sich zum citizen of the world (Weltbürger) erklärte. Er erfuhr durch die Beharrlichkeit, mit der er die Anerkennung seines Status als „Weltbürger“ von den Vereinten Nationen oder den französischen Behörden einforderte, bald die Aufmerksamkeit der Medien und die Unterstützung einer breiten Öffentlichkeit. Nicht nur für sich selbst, sondern auch weltweit unter Staatenlosen, Flüchtlingen oder auch Anhängern der Idee eines Weltstaates, glaubte er einen großen Bedarf für Ausweispapiere einer neuen Weltregierung zu erkennen. Daher gründete er 1954 die World Service Authority (WSA) als deren Administrativorgan. Nach eigenen Angaben wurden bislang Welt-Pässe an über eine Million „Welt-Bürger“ ausgestellt.

### „Sealand-Pass“ oder „Sealand Identity Card“
Sealand geht auf den vormaligen britischen Major Paddy Roy Bates zurück. Dieser besetzte am 2. September 1967 die ehemals vom britischen Militär genutzte Station Roughs Tower, die sich vor der englischen Küste, jedoch bereits in internationalen Gewässern befand, und erklärte deren Unabhängigkeit als eigener Staat namens Sealand. Es gelang ihm damit in der Folgezeit tatsächlich, sich den britischen Behörden zu entziehen. Ein Gerichtsverfahren in Großbritannien endete 1968 zu seinen Gunsten mit der Feststellung, die britische Justiz sei nicht zuständig.
Als es zu Streitigkeiten auf Sealand um den Deutschen Alexander Achenbach kam, der zunächst zum Außenminister und Regierungschef auf Lebenszeit ernannt worden war, nach einem Putschversuch jedoch auf Sealand gefangen gehalten wurde, entsandte die Bundesrepublik Deutschland zur Vermittlung einen Diplomaten. Fürst Roy betrachtete dies als De-facto-Anerkennung seines Staates.
Neben einer Reihe von fehlenden oder zumindest äußerst fraglichen Kriterien zur Einordnung als Staat verfügt Sealand aber auch über eine ganze Reihe von typischen Merkmalen: eine Verfassung, eine Flagge, eine Nationalhymne, eigene Briefmarken, eine Währung (ein Sealand-Dollar entspricht einem US-Dollar) sowie eigene Pässe. Wobei sich die „Regierung“ von Fürst Roy und die später von Alexander Achenbach in Deutschland gegründete „Exilregierung“ gegenseitig vorwerfen, Pässe zu fälschen und im großen Stil zu verkaufen. Tatsächlich sollen etwa 150.000 solcher Pässe in Umlauf gekommen sein. Mehrfach waren diese Pässe oder deren Träger auch schon in Kriminalfälle verwickelt, wie z. B. dem Mord an Gianni Versace.
Seit etwa 2012 sind Sealand-Pässe mit dem Eintritt in den militärischen Orden der Knights of the Souvereign Military Order of Sealand verbunden oder dokumentieren den Kauf eines Adelsbriefes als Count oder Countess. Daneben wurde als einfacheres Dokument der Zugehörigkeit die Sealand Identity Card eingeführt.

### „Wendland-Pass“ oder „Wenden-Pass“

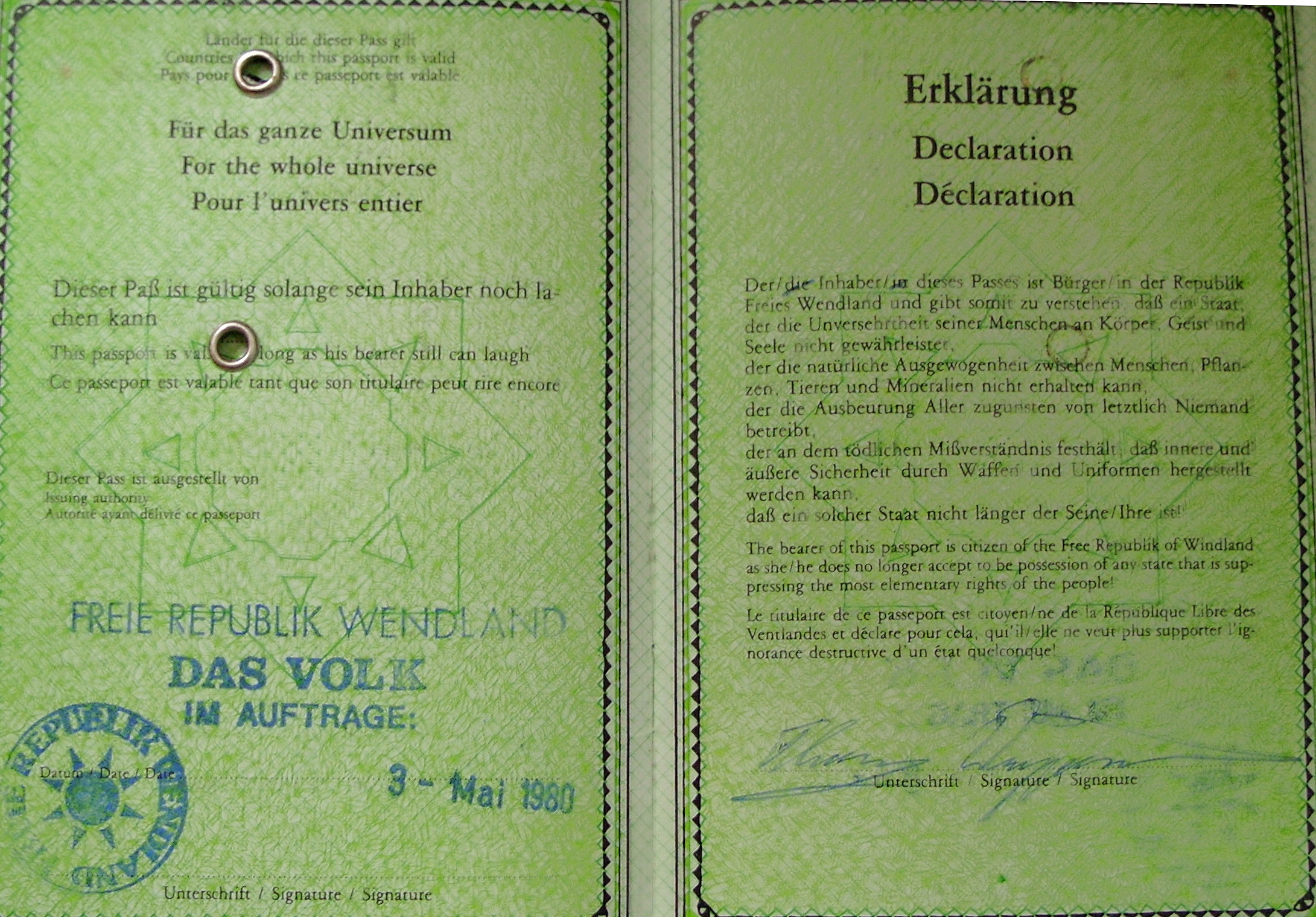
Wendenpass, ausgestellt am 3. Mai 1980

„Pass“ der Freien Republik Wendland. Anlässlich ihres Widerstandes gegen weitere Tiefbohrungen für den Bau des Erkundungsbergwerk Gorleben errichteten Atomkraftgegner ab dem 3. Mai 1980 auf einer Waldlichtung nahe der geplanten Bohrstelle 1004 ein Hüttendorf. Dort riefen sie die „Freie Republik Wendland“ aus. Eine Kerngruppe von bis zu 500 Menschen lebte dort etwa vier Wochen lang. An den Wochenenden füllte sich das Dorf mit bis zu 5000 Unterstützern und Schaulustigen. Für 10 DM konnte man am Schlagbaum, über dem in Grün und Gelb die Fahne der Wendenrepublik hing, einen Wendenpass mit Einreisestempel erhalten. Er trug den Vermerk, gültig zu sein, „so lange sein Inhaber noch lachen kann“.
Am 4. Juni 1980 wurde das Hüttendorf durch die Polizei geräumt und mit Bulldozern planiert. Die Behörden wiesen neben zahlreichen anderen Vorschriften auch darauf hin, dass das Bundesmeldegesetz verletzt worden sei. Keiner der Bewohner hatte sich binnen der vorgeschriebenen acht Tage bei der zuständigen Gemeinde Trebel polizeilich angemeldet.
In der Folgezeit tauchten bei Demonstrationen gegen Atomkraft oder Blockade-Aktionen gegen Castor-Transporte immer wieder Personen auf, die einen solchen „Wenden-Pass“ bei sich trugen. Mehrfach versuchten sich Atomkraftgegner dann allein mit diesem Papier auszuweisen. Tatsächlich soll der „Wenden-Pass“ auch schon durch die Polizei akzeptiert worden sein. Wenn bei den betreffenden Personen lediglich die Personalien festgestellt werden sollten, sah man seitens der Behörden offenbar keine zwingende Notwendigkeit, auf einem amtlichen Ausweis zu bestehen. Immerhin enthält auch der „Wenden-Pass“ ein Lichtbild und ausführliche wahrheitsgemäße Angaben zur Person des Trägers.
Seit 2015 wird von der Bürgerinitiative Umweltschutz Lüchow-Dannenberg e. V. neben anderen Werbeartikeln auch eine Neuauflage der Pässe hergestellt und verkauft, in der gleichen Aufmachung wie das Original aus den 1980er Jahren. Zu Werbezwecken und im Rahmen politischer Tätigkeit überreicht der Verein die Pässe seither auch ehrenhalber. Elke Mundhenk, die grüne Bürgermeisterin von Dannenberg und selbst Trägerin eines Wendenpasses, überreichte im Januar 2015 ein solches Dokument zunächst an den Bundestagsabgeordneten Konstantin von Notz, nachdem er sich als Obmann des NSA-Untersuchungsausschusses für die Befragung des Whistleblowers Edward Snowden starkgemacht hatte. Kurz darauf veröffentlichte der Verein Bilder eines auf Edward Snowden ausgestellten Wenden-Passes mit der Aufforderung, ihm in Deutschland Asyl zu gewähren.

### „Pass des Deutschen Reiches“ oder „Reichspersonenausweis“
Mehrere Gruppen der Reichsbürgerbewegung geben sogenannte „Reichspässe“ gegen Gebühr aus. In den für sie typischen Argumentationsmustern behaupten Anhänger dieser Gruppen, allein der Umstand, dass bundesdeutsche Behörden diese „Reichspässe“ nicht einzögen und auch keine Strafverfahren einleiteten, sei ein Beleg für die Illegitimität und Unzuständigkeit dieser Behörden. Es gibt jedoch keinen rechtlichen Grund für ein Verfahren oder eine Einziehung. Das gilt, obwohl die „Reichspässe“ Amtsbezeichnungen der Weimarer Republik oder des Dritten Reiches verwenden. Die Nutzung solcher „Reichspässe“ für Reisen gelingt wie bei anderen Fantasiepässen höchstens aufgrund von Nachlässigkeiten bei Mitarbeitern der ausländischen Einwanderungsbehörden.

### „Hutt-River-Pass“
Ein Weizenfarmer in Australien erklärte 1970 die Sezession von Australien und verkaufte Pässe über Verbindungsbüros im Ausland an weltweite Interessen oder an Touristen, die seine mit selbstentworfenen Hoheitszeichen als Staat hergerichtete Farm besuchten. Zunächst unter dem Namen Hutt River Province, ab 2006 Principality of Hutt River wurden bis zur Auflösung durch den Erben des „Staatsgründers“ im August 2020 einige tausend Pässe ausgestellt.

### „Seborga-Pass“
Pass des sogenannten Antiken Fürstentums Seborga. Ein kleines Dorf in Ligurien, Italien behauptet, es sei niemals wirksam der Staatsmacht Italiens unterstellt worden und rief 1993 das Antike Fürstentum Seborga aus. Gegen den Rechts- und Verwaltungsanspruch Italiens hat man sich jedoch nie wirklich ernsthaft gewehrt, so dass eine Staatsangehörigkeit zu Seborga zugleich immer auch die italienische bedeutet. Durch einen Asylantrag über die Internet-Seiten des Fürstentums oder bei einem Besuch des Fürstenpalastes vor Ort kann jedermann auch einen Pass erwerben. Zeitweilig verkaufte davon vermutlich völlig unabhängig auch ein Internet-Angebot namens „Invisible Embassy of Seborga“ Pässe des antiken Fürstentums.

### „Conch-Republic-Pass“ oder „Conch-Republic-Diplomaten-Pass“
Die Stadt Key West, Florida erklärte sich am 23. April 1982 von den USA für unabhängig und rief die Conch Republic aus. Vorausgegangen war ein Verwaltungsstreit mit der Bundesgrenzbehörde über einen Kontrollpunkt auf dem Highway zum Festland. Die Republik erklärte den USA den Krieg, nur eine Minute später auch gleich die Kapitulation und ersuchte um eine Milliarde US-Dollar Entwicklungshilfe. Zu keiner Zeit hat sie sich selbst oder die Sezession wirklich ernst genommen. Dennoch ist die Identifikation der Bewohner recht hoch und der Unabhängigkeitstag wird alljährlich als touristische Attraktion eine Woche lang gefeiert. Auf der 1996 eingerichteten Webseite werden einfache Pässe, aber auch Diplomatenpapiere in unterschiedlichen Preisstufen bis hin zum Botschafter der Republik angeboten. Auf dieser Webseite ist weiter zu lesen, dass ein Pass der Republik einem amerikanischen Staatsbürger das Leben gerettet habe, als er in Guatemala in die Hand militanter Umstürzler geriet. Da er sich vermeintlich als Staatsbürger der Republik Conch ausweisen konnte, wurde er nicht erschossen.